# Regiunea Anatolia de Est

Situarea Regiunii Anatolia de Est

Regiunea Anatolia de Est (Doğu Anadolu Bölgesi) este una din cele 7 regiuni ale Turciei.
Numele regiunii a fost pentru prima dată enunțat la Primul Congres de Geografie în 1941. Regiunea are cea mai înaltă altitudine medie dintre regiuni, cea mai mare suprafață, dar cea mai mică densitate a populației din Turcia. Suprafața regiunii este de 171.061 km², reprezentând 21% din suprafața totală a țării.
Conform recensământului din 2000 regiunea avea 6,100,000 locuitori.

## Provincii

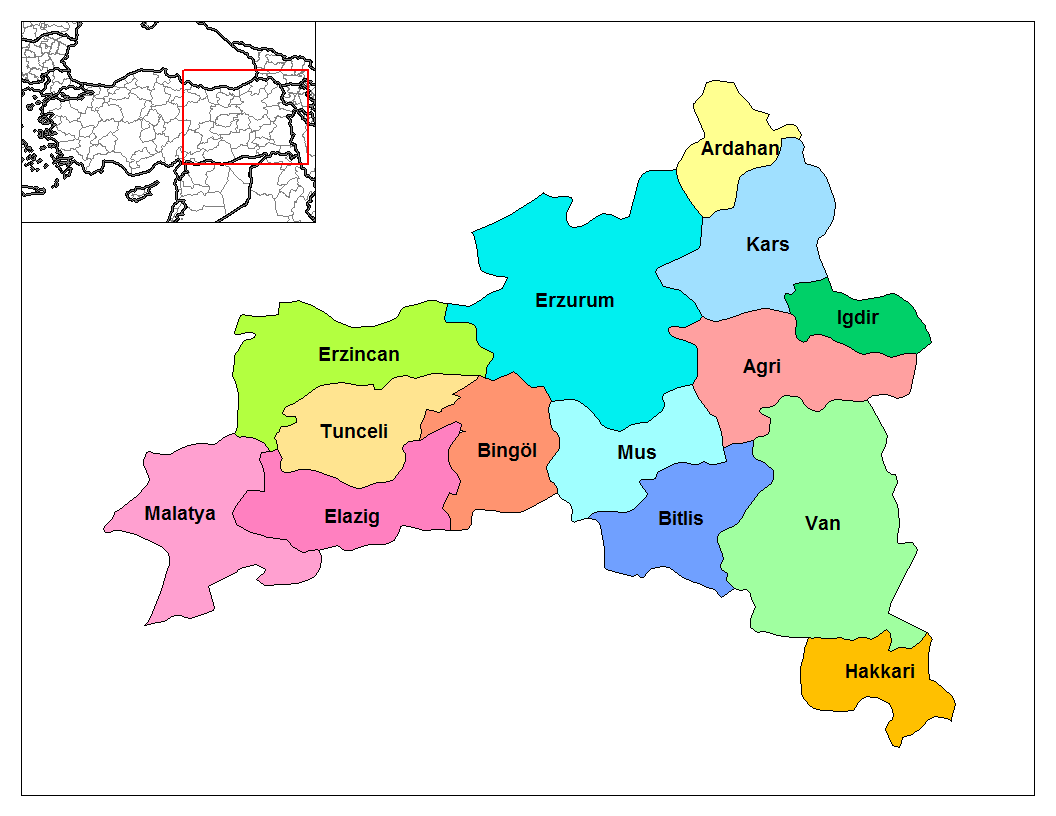
Regiunea Anatolia de Est

- Provincia Ağrı
- Provincia Ardahan
- Provincia Bingöl
- Provincia Bitlis
- Provincia Elazığ
- Provincia Erzincan
- Provincia Erzurum
- Provincia Hakkâri
- Provincia Iğdır
- Provincia Kars
- Provincia Malatya
- Provincia Muș
- Provincia Tunceli
- Provincia Van